# Mladen Plakalović
Mladen Plakalović (en serbe : Младен Плакаловић), né le 25 septembre 1991 à Sarajevo, est un fondeur et biathlète bosnien.

## Biographie
Membre du club SK Istočno Sarajevo, il fait ses débuts internationaux en 2007 dans la Coupe des Balkans. Il dispute ensuite quatre éditions des Championnats du monde en 2009, 2011, 2013, 2015 et 2017, pour un meilleur résultat de 63e sur le quinze kilomètres en 2015 à Falun. Le Bosnien concourt aux Jeux olympiques à trois reprises : en 2010, où il finit 78e du quinze kilomètres, en 2014, où il se classe 82e du sprint et abandonne le cinquante kilomètres à cause de douleurs liés à une chute et en 2018, obtenant son meilleur résultat en trois éditions avec une 72e place au quinze kilomètres libre à Pyeongchang.
Entre 2014 et 2017, il court les épreuves de l'IBU Cup en biathlon, sans obtenir de résultat significatif.

## Résultats aux Jeux olympiques
| Vancouver 2010 | 78e                              | Épreuve inexistante à cette date |                                  |
| Sotchi 2014    | 82e                              | Épreuve inexistante à cette date | Abandon                          |
| Vancouver 2018 | Épreuve inexistante à cette date | 72e                              | Épreuve inexistante à cette date |